# Gunnar Källén
Anders Olof Gunnar Källén (n. 13 februarie 1926 Kristianstad, Suedia – d. 13 octombrie 1968, Hanovra, Germania) a fost un fizician teoretician suedez.
Källén a lucrat ca cercetător, membru în Diviziunea Teoretică CERN din Copenhaga, inclusă apoi  în Institutul Niels Bohr (1952–1957). După transferarea acesteia la Geneva, a fost cercetător la NORDITA (1957–1958) și începând din 1958 profesor la Universitatea din Lund. A murit în 1968, la vârsta de 42 de ani, într-un accident aviatic în care el însuși pilota avionul.
Domeniile cercetate de Källén au fost teoria cuantică a câmpurilor și fizica particulelor elementare. În electrodinamica cuantică a adus contribuții importante privitoare la renormare.